# Шахмельян, Рустам Рафикович
Рустам Рафикович Шахмельян (род. 12 мая 1986) — российский футболист, игрок в пляжный футбол.
Начал заниматься футболом в 9 лет, играл на любительском уровне. Выступал в турнирах Санкт-Петербурга и области за клубы «Приморец» СПб (2002), «Авангард» СПб (2004), «Металлург» Пикалёво (2005), «Липтон» СПб (2006), «Руан» Тосно/СПб (2009—2010), «Нева» СПб (2010), «ТМК ФРОСТ-Лавина» СПб (2011), «Тревис и ВВК» СПб (2011, 2011/12), «Нева-ТМК ФРОСТ» (2011), «СМУ-303» СПб (2012). В 2013—2014 годах — игрок ФК «Приалит Реутов».
С 2005 года выступает в чемпионате России по пляжному футболу и других соревнованиях. Игрок команд «ТИМ» СПб (2005—2009), «Динамо НОМОС» СПб (2009), IBS СПб (2010), ЦСКА (2011), «Дельта» Саратов (2011, 2020), МГУП Москва (2013), «Динамо» Москва (2014), «Золотой» СПб (2015—2016), «Элмонт» Королёв (2017), «Витоблспорт» Витебская обл., Белоруссия (2017), «Новатор» Москва (2017, 2017—2018), «Сити» Ленинградская обл. (2017), «Крылья Советов» Самара (2019, аренда из «Новатора»), «Росич» Москва (с 2020).
Во второй половине 2011 года по семейным обстоятельствам прекратил выступления в пляжном футболе. Тренировался с командами второго дивизиона «Петротрест» СПб и «Север» Мурманск, но с первым клубом контракт не подписал из-за смены тренера, а во втором к тому времени уже не осталось свободных мест. Играл для поддержания формы в мурманском «Динамо-ГПС» из ЛФЛ, был на сборах с клубом «Псков-747», который тренировал Эдуард Малофеев. В мае 2012 года заключил контракт с клубом второго дивизиона «Питер», на первую игру был заявлен вратарём, будучи нападающим. Вскоре был уволен с формулировкой «за нарушение спортивного режима», но не согласился с этим и подал заявление в арбитражный суд в Лозанне.
В 2013 году вернулся в пляжный футбол. Лучший игрок России 2010 года. Самый ценный игрок первенства первого дивизиона 2021 года.
В 2007—2011 годах играл за сборную России по пляжному футболу на позиции защитника. Участник чемпионатов мира 2007, 2008, 2009 годов.